# 邓小平画像
邓小平画像是位于中国广东省深圳市福田区深南大道北、荔枝公园东南口的巨型室外宣传画，始建于1992年6月28日，是深圳标志之一，深圳的著名旅游景点。

## 前三个版本
第一个版本制作于1992年，设计者为深圳美术广告公司设计师汪继斌，此画原题为《小平同志在深圳》。据汪的采访回忆说，当时深圳市委宣传部要在市内竖立一幅宣传改革开放的大型宣传画，由其接受此任务。深圳市委宣传部的原意是把邓小平关于改革开放的讲话写上去，并没有提及要邓小平的画像，深圳美术广告公司经理黄鹏建议用上邓小平的形象并得到市委宣传部的同意，后经讨论确定把邓小平作为此宣传画的主体，而宣传画中的邓小平原型为邓本人在深圳仙湖植物园的一张照片。画像用了三四个月设计，十几天时间用油漆手绘到荔枝公园宣传板上。但由于油漆易脱落，此后每半年就要修复一次。原画上的标语为邓小平视察深圳时的原话：“不坚持社会主义，不改革开放，不发展经济，不改善人民生活，只能是死路一条。”
第二个版本制作于1994年5月，深圳市美术广告公司受深圳市委宣传部的委托对画面构图重新设计，邓小平的服饰改为中山装，画上的标语也被改变为邓小平给深圳的题词：“深圳的发展和经验证明，我们建立经济特区的政策是正确的。”
第三个版本制作于1996年国庆前，因当时的邓小平画像为人工绘制的画像不尽完美，于是深圳市委宣传部以竞标的方式征集设计样式，后由深圳美术广告公司美术师陈劲峰使用电脑技术绘成此版画像，而画面的电脑合成及喷绘则交由深圳市新锐进美术广告公司负责。此版画像的标语改为“坚持党的基本路线一百年不动摇”并沿用至今。后当局专为此辟出2000多平方米的小广场，形成了现在的邓小平画像广场。
邓小平画像第一版本的原稿在1993年交付给岭南出版社印刷时遗失，而第二版的手稿被曾参与邓小平画像创作的深圳美术广告公司绘制部的陈炳林收藏，并在2008年捐给深圳博物馆。
前三版本的制作规格为高10米，宽30米。

## 第四个版本
目前的邓小平画像为第四个版本，完成于2004年8月15日，设计者为深圳大学客座教授张树国。与前面三个版本比起来，此版本的标语和邓小平像于第三版本而已没有改变，最大的变化是邓小平身后的深圳景色，从左到右为深圳二十世纪八十年代、九十年代到二十一世纪深圳的标志性建筑，如深圳国贸大厦、地王大厦、市民中心等。第四版本总共投资573万元人民币，并在原画像位置上向后移35米扩大画像前广场面积。
画像下面附有《邓小平与深圳》的巨幅文字介绍。现版画像的规格为高10.35米，宽30.47米。

## 交通
- 公车站：新闻大厦站、深圳书城站
- 地铁：深圳地铁大剧院站B出口